# Studánka U hájovny
Studánka U hájovny je malý vodní pramen, který se nachází ve svazích severovýchodo-východně od obce Dobroslavice v okrese Opava v Moravskoslezském kraji ve východním cípu pohoří Nízký Jeseník.

## Galerie

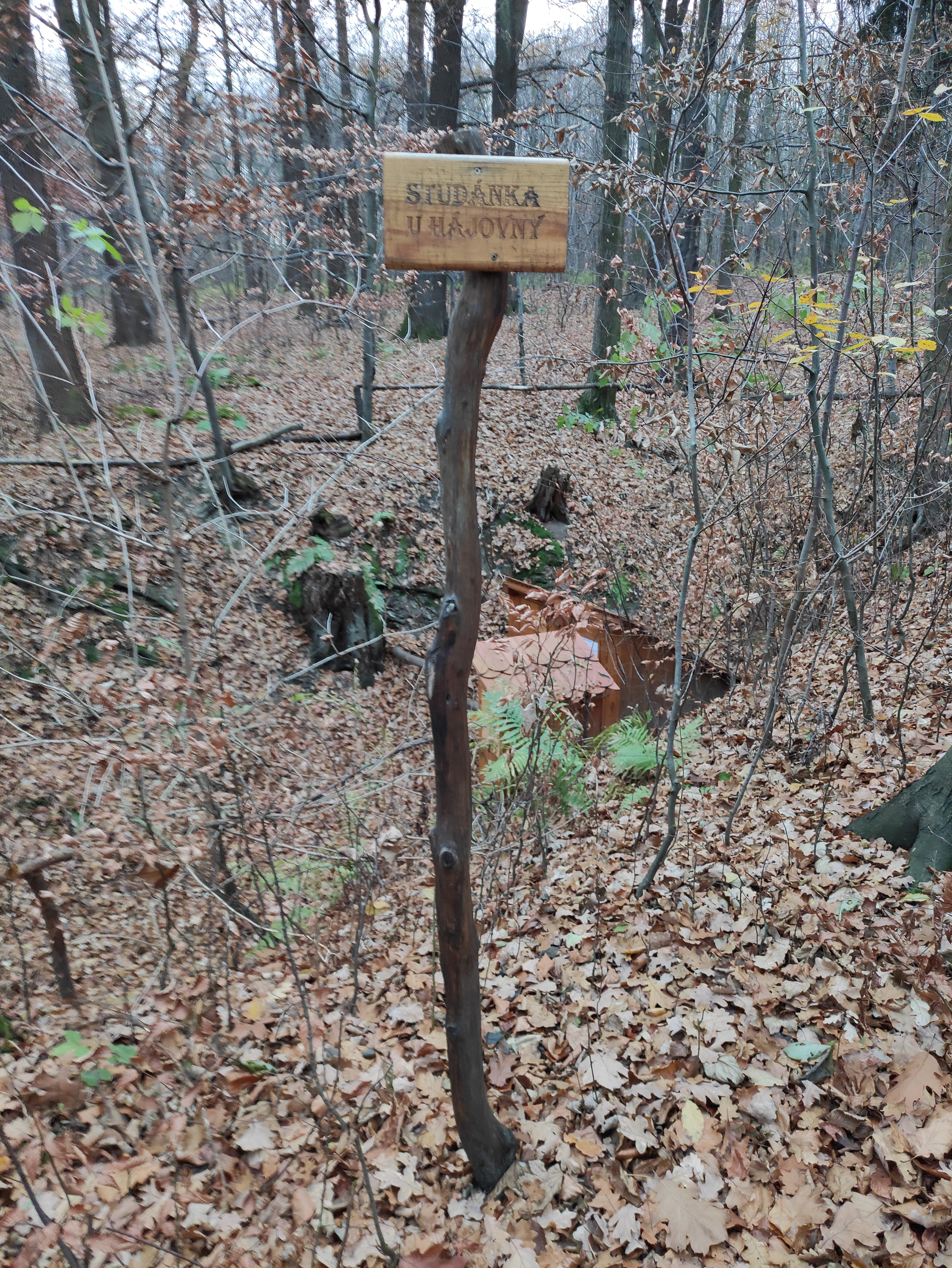
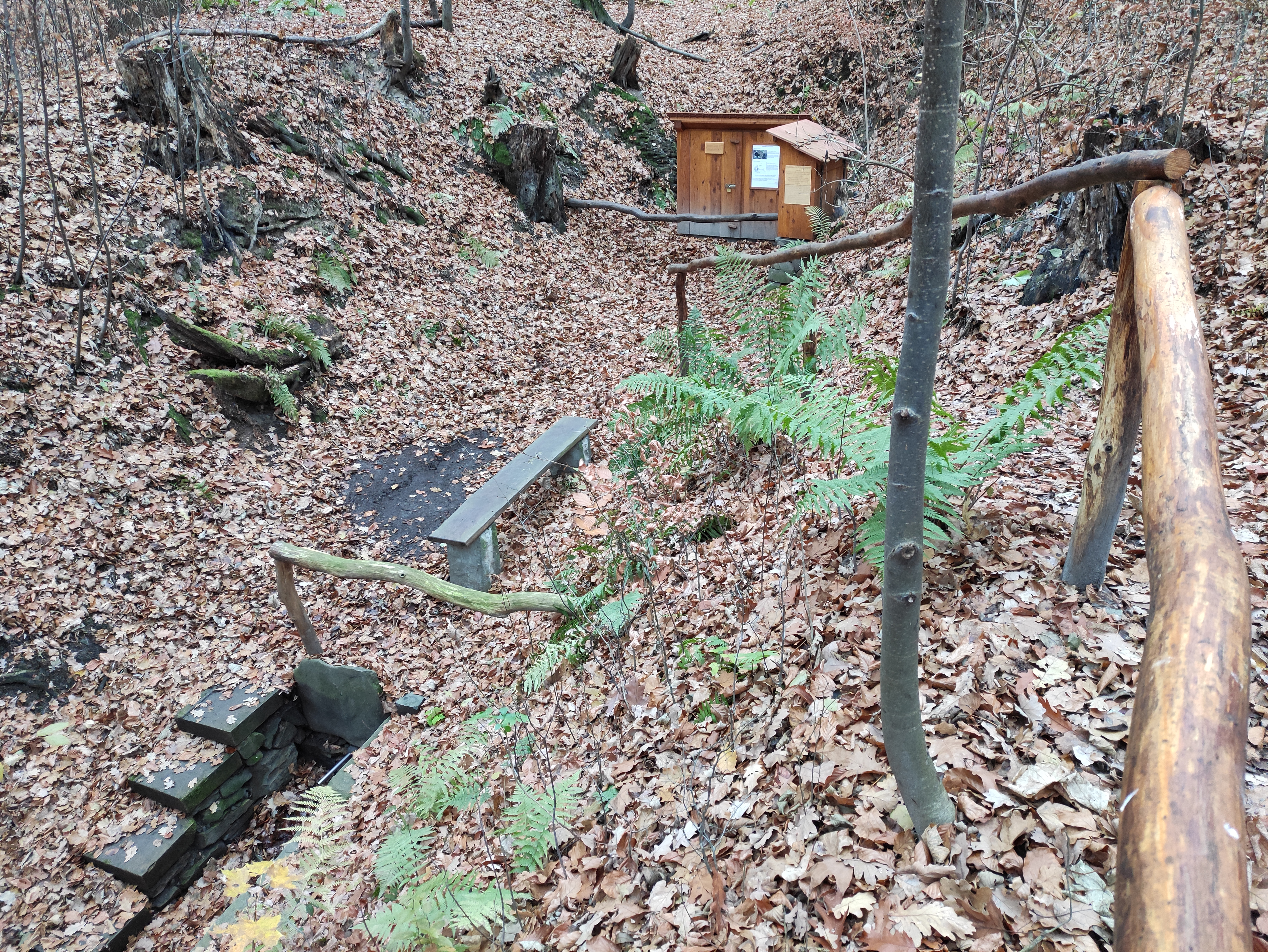
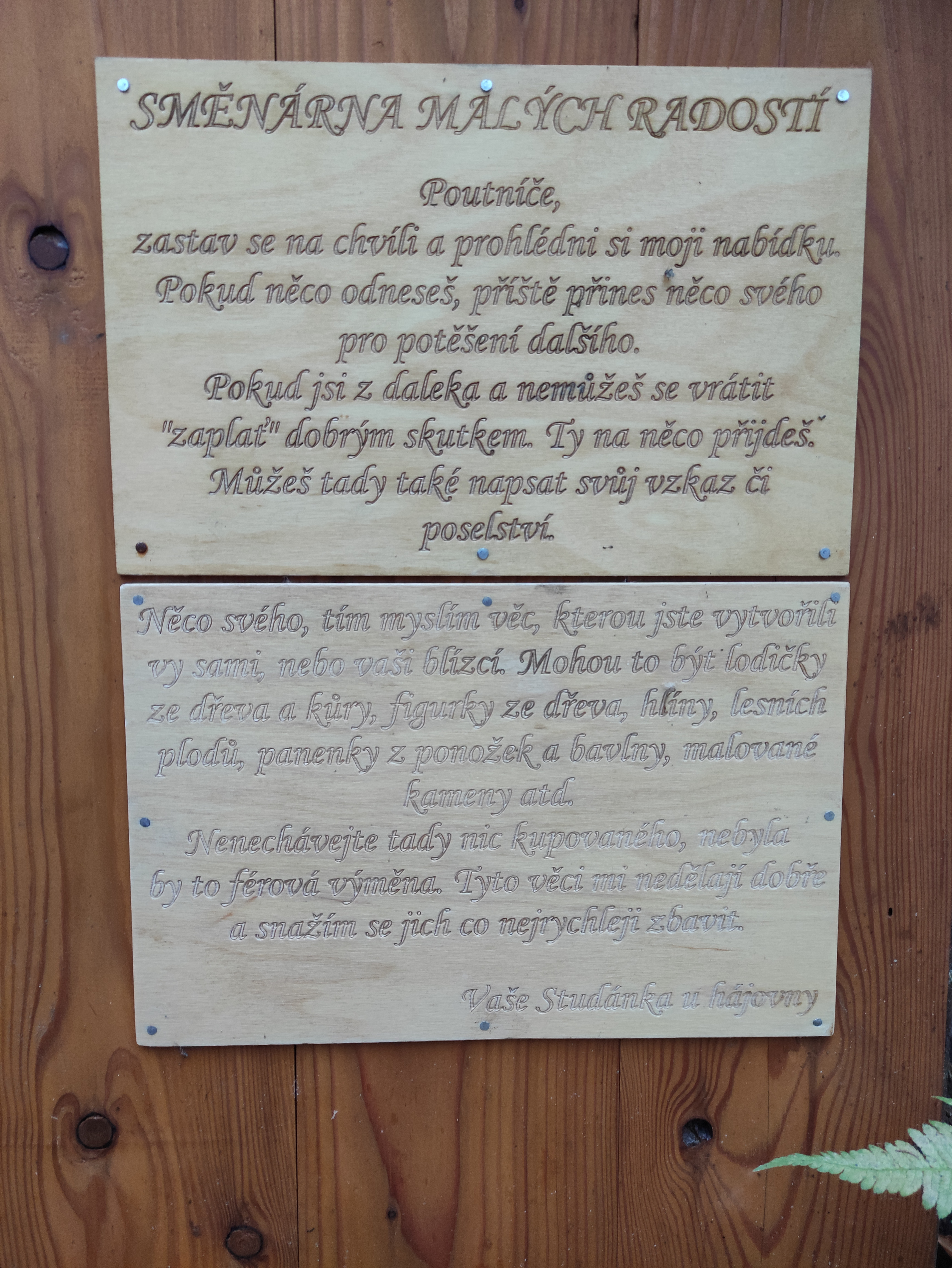
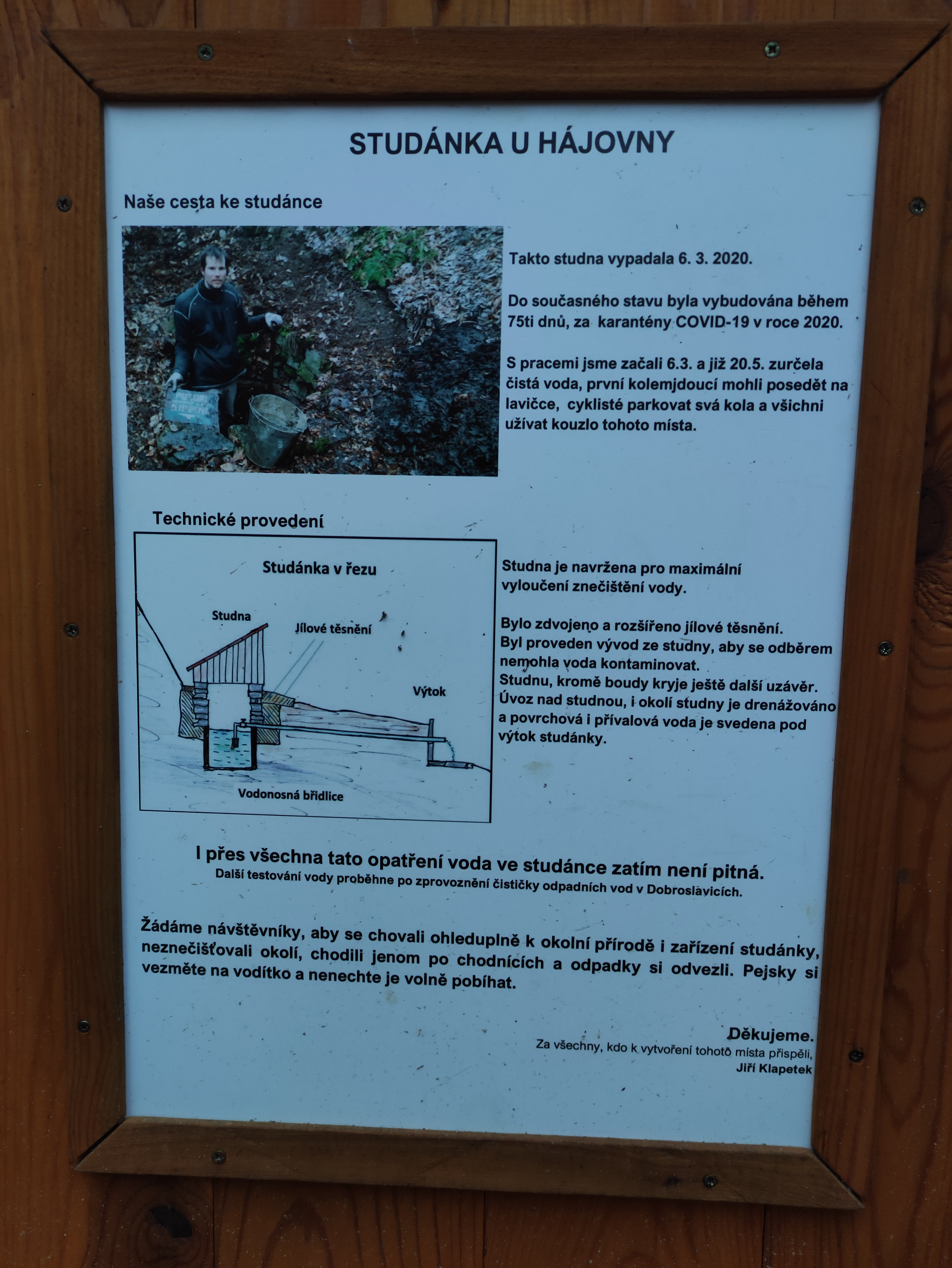
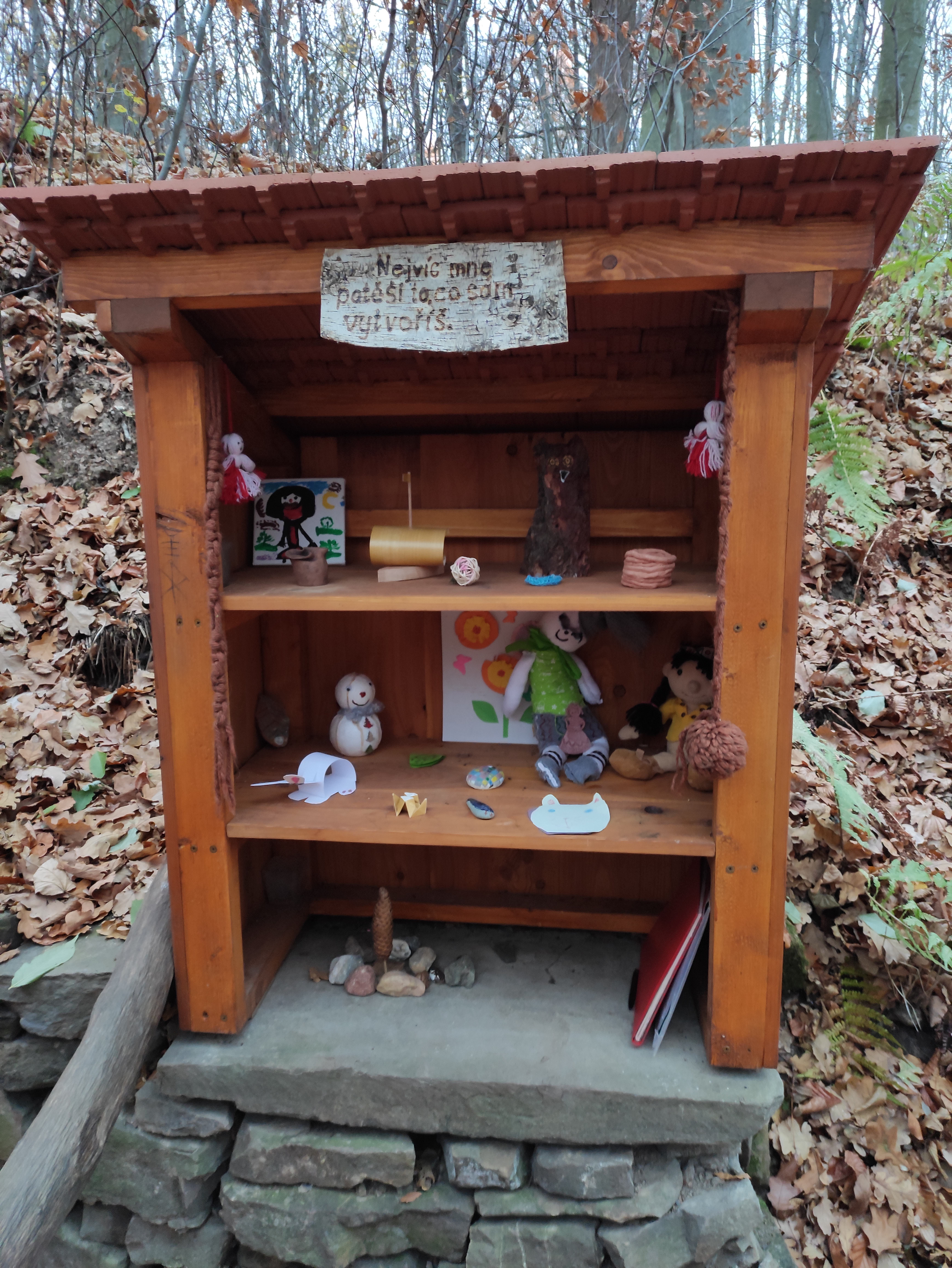

## Další informace
Studánka U hájovny byla vytvořena soukromou dobrovolnickou renovací staré nepoužíváné studny ve svazích pod Dobroslavicemi. K místu, které je udržované a upravené, vede krátká stezka z odbočky od turistické značky z Dobroslavic na železniční stanici Děhylov. Na místě se nacházejí také stojany pro kola, lavičky, dvě informační tabule a směnárna malých radostí. Studánka vznikla v roce 2020 během 75 dnů v době vrcholu covidové pandemie. Vydatnost pramene je 1–2 l/min a voda vytéká z nerezové trubky. Nachází se v povodí řeky Opavy (přítok řeky Odry).